# Cognition
Cognition is een kleinschalig puzzelspel voor de Commodore Amiga computers dat door het Nederlandse Team Hoi werd ontwikkeld tussen hun games Hoi en Clockwiser door. Cognition werd in 1993 uitgegeven door Divo, de Nederlandse uitgever van de toenmalige tijdschriften Amiga Magazine, STart, en later MacFan.

## Platforms
| Jaar | Platform  |
| ---- | --------- |
| 1993 | Amiga     |
| 1993 | Amiga AGA |

## Ontvangst
| Beoordeeld door | Platform | Datum          | Score |
| --------------- | -------- | -------------- | ----- |
| Amiga Power     | Amiga    | september 1994 | 80%   |
| Amiga Magazine  | Amiga    | januari 1994   | goed  |